# Tephrinectes
Tephrinectes is een monotypisch geslacht van straalvinnige vissen uit de familie van de schijnbotten (Paralichthyidae).

## Soort
- Tephrinectes sinensis (Lacepède, 1802)